# Perm kraj
Perm kraj (russisk: Пермский край, tr. Permskij kraj) er en kraj i Rusland og en af de 83 føderale enheder i den russiske føderation i Volgas føderale distrikt. Krajen har et areal på 160.236 km² og 2.483.633 (2025) indbyggere. Det administrative hovedsæde er placeret i byen Perm, der med sine 1.027.518 (2025) er den største by i krajen. Andre større byer er Berezniki med 132.841 (2025) indbyggere og Solikamsk, der har 87.745 (2025) indbyggere. Perm kraj blev dannet ved sammenlægningen af Perm oblast og Komi-Permjakia den 1. december 2005.